# Imperia (automerk)
Imperia was een fabrikant van auto's uit België die bestond van 1904 tot 1958. In het Franstalig gebied wordt de naam vaak gespeld als Impéria. Imperia werd in 1904 opgericht door Adrien Piedboeuf, voormalig verkoper van Metallurgique. Het bedrijf was eerst gevestigd in de rue de Fragnée te Luik, waar sporen ervan thans nog zijn te zien. In 1907 werd het atelier verplaatst naar de voormalige fabriek van Pieper aan de rue Gomélevay in Nessonvaux, Trooz.

## Imperia-auto's
In 1910 wist een Imperia op het beroemde circuit van Brooklands een snelheid van 144 km/u te behalen. In 1912 fuseerde Imperia met Springuel uit Hoei. Tussen 1914 en 1917 werd een samenwerking aangegaan met de Spaanse firma Abadal en werden de auto's ook wel Imperia-Abadal genoemd.
Na de Eerste Wereldoorlog was de fabriek leeggeroofd en kwam Imperia maar moeilijk op gang. De nieuwe eigenaar, Mathieu van Roggen (die al het merk Teixeira bezat), maakte een nieuwe serie van lichte sportauto's. Het zouden de gouden jaren worden voor het merk. Zo kwam in 1923 een auto uit met een viercilindermotor van 1100 cc en in 1927 een auto met een zescilindermotor van 1650 cc. Van Roggen nam Metallurgique uit Marchienne-au-Pont en Excelsior uit Zaventem over, en in 1928 Nagant. In 1929 werd op het dak van de fabriek in Nessonvaux een testbaan gebouwd (thans deels nog te zien) en in 1932 werd een licentie genomen om Adlers te mogen produceren. In 1934 werd Minerva overgenomen. Van Roggen probeerde een zeer luxe auto te maken, maar de oorlog verhinderde dit. Zakenmensen uit Verviers kochten hem vlak voor de uitbraak van de Tweede Wereldoorlog uit. Tijdens de oorlog lag de productie stil. De fabriek was toen in gebruik als reparatieatelier voor Duitse legervoertuigen.
Na de oorlog werd de productie weer op gang gebracht, waarbij motoren van Hotchkiss werden gebruikt. Imperia beschikte nog steeds over de licentie van Adler en ging vanaf 1949 door met de bouw van deze auto. Naast Adler werd de Standard Vanguard van het Britse merk Standard in de vorm van complete knocked down (CDK) pakketten geassembleerd. Later werden CDK-pakketten van de Triumph TR-serie geassembleerd. Dit kon Imperia niet redden en in 1958 werd het bedrijf gesloten.
In Nessonvaux zijn nog fabrieksgebouwen te zien, met de merknaam op de gevel, en een deel van het testcircuit dat op het dak was aangelegd. In het nabijgelegen Fraipont is een aan Imperia gewijd automuseum gevestigd.

## Imperia GP 2008
In 2008 werd gemeld dat Imperia gekocht werd door Green Propulsion om een hybride sportwagen te bouwen, de GP. Deze werd in 2011 gepresenteerd op het Salon van Brussel. De marktintroductie werd aangekondigd voor 2012, maar werd later uitgesteld. In april 2019 werd het faillissement van Imperia Automobiles uitgesproken.

## Imperia motorfietsen
De licentie van Adler betrok zich na de oorlog ook op de productie van motorfietsen. Niet alleen verkocht Imperia die in België; het bedrijf assembleerde ze er ook. Onder de naam Imperia werden de M100, M125 en M150 eencilinders en de M200 en M250 twins verkocht. Het topmodel was de MB250.